# Naomichi Ueda
Naomichi Ueda (Prefectura de Kumamoto, 24 d'octubre de 1994) és un futbolista japonès.

## Selecció japonesa
Va formar part de l'equip olímpic japonès als Jocs Olímpics d'estiu de 2016.